# Habitatges al carrer Sant Agustí - Riera (Premià de Mar)
Els Habitatges al carrer Sant Agustí - Riera és una obra de Premià de Mar (Maresme) protegida com a Bé Cultural d'Interès Local.

## Descripció
Es tracta de dos edificis bessons de tipologia entre mitgeres malgrat que el del número 40 mostra aquesta mitgera a la riera de Premià, oferint alguna petita obertura i algun motiu ceràmic però conservant el concepte de mitgera. Segueix l'estructura de cases de cos de planta baixa més planta pis. La coberta és plana.
La façana s'ordena segons tres eixos verticals, 2 en cada unitat, tot i que en ela del número 38 hi ha hagut una transformació que probablement ha variat la façana original. Presenta uns balcons correguts en el primer pis que donen pas a unes obertures per accedir-hi.